# Mary Sweeney
Mary Sweeney (1 de enero de 1953) es una productora, directora, guionista y editora estadounidense, la cual colaboró durante 20 años junto al director de cine estadounidense David Lynch. Sweeney trabajó con Lynch en diversas películas y series de televisión, más notablemente en la serie original de Twin Peaks (1990), Lost Highway (1997), The Straight Story (1999) y Mulholland Drive (2001). Es la Presidenta de la Junta Directiva de la Board of Directors del Film Independent .

## Biografía
Mary Sweeney es una productora, directora, guionista, y editora cinematográfica. Comenzó en 1985 con Blue Velvet, y continuó hasta 2006 con la película Inland Empire, ha colaborado con David Lynch fungiendo como productora, guionista y editora. Sus créditos como editora incluyen Blue Velvet (1986), Wild at Heart (1990), Twin Peaks (1991), Industrial Symphony (1991), Twin Peaks: Fire Walk With Me (1992), On the Air (1992), Hotel Room (1993), Lost Highway (1996), The Straight Story (2000), Mulholland Drive (2001) and Baraboo (2009). También fue Consultora de Producción y Guion en la antología «The Romanoffs» de Matthew Weiner.
Ganó el Premio BAFTA a Mejor Montaje por Mulholland Drive. Como productora de Mulholland Drive obtuvo el Premio César a Mejor Película Extranjera, y el Premio del Círculo de Críticos de Cine de Nueva York a Mejor Película. Desarrolló, prudujo, escribió y montó The Straight Story, por la cual Richard Farnsworth obtuvo una nominación al Premio de la Academia. Como productora de The Straight Story, ganó el Premio del Cine Europeo a Mejor Película Extranjera, cabe destacar que la película recibió cuatro nominaciones en los Premios Independent Spirit; Mejor Película, Mejor Director, Mejor Primer Guion, y Mejor Actor. Sus créditos como productora (de 1995 a fecha) incluyen Lost Highway, The Straight Story, Mulholland Drive y Inland Empire, dirigidas por Lynch, y Baraboo (2009), su debut como directora basada en un guion original.
Después de completar la maestría en cine en la NYU, Sweeney trabajó como editora en Nueva York y San Francisco, esto en películas como Reds, dirigida por Warren Beatty, Tender Mercies, dirigida por Bruce Beresford, En un lugar del corazón, dirigida por Robert Benton, Little Drummer Girl, dirigida por George Roy Hill, y The Mean Season, dirigida por Phil Boursos. En1985 comienza a trabajar con Lynch en Blue Velvet.
Sweeney continuó escribiendo guiones mientras colaboraba con Lynch. Estos incluyen The Surprise Party, para Paramount Pictures, and Two Knives, una película de artes marcial del director Wong Kar-wai y Fox Searchlight Pictures.
Ella escribió, dirigió, produjo y montó una película corta y muda, titulada In the Eye Abides the Heart, fue filmada en Buenos Aires, se presentó en el Festival Internacional de Cine de Venecia en 2006. También escribió, dirigió, produjo y montó su largometraje de debut, Baraboo (2009), el cual fue presentado en el Festival Internacional de Cine de Edimburgo y ganó el premio a Mejor Primer Largometraje en el Galway Film Fleadh y en el Festival de Cine de Wisconsin.
Ha estado en el Board of Directors de Film Independent desde 2000, y fue elegida Presidenta de la Junta Directiva en 2012.
En 2003 se unió a la facultad de la Division of Writing for Screen and Television en la Escuela de Artes Cinematográficas de la Universidad del Sur de California. Se instaló como el Dino and Martha De Laurentiis Endowed Professor en 2012.
Entre 2010 y 2015, fue una Fulbright Film Specialist y viajó para el Departamento de Estado de Fulbright a otorgar subvenciones a Jordania, Kazajistán, Laos, Myanmar y Cuba para que sirvan de inspiración a los cineastas de dichos países.
Es la Vicepresidenta y miembro fundador del DesertX non-profit Board of Directors. DesertX.
También es miembro del AMPAS, BAFTA, el DGA, y el WGA (donde es parte Comité de Escritores Independientes).
Mary se graduó de la Universidad de Wisconsin-Madison, con un diploma en Historia, cuenta tiene con una maestría en Estudios de Cine en la Universidad de Nueva York. Obtuvo un Certificate of Fine Arts en el Corcoran School of Fine Art en Washington D. C.

## Premios y nominaciones
- 2000: The Straight Story (nominada) Premios Independent Spirit Mejor Película (junto a Neal Edelstein) y Mejor Primer Guion (junto a John Roach)
- 2002: Mulholland Drive (ganadora) Premio BAFTA por Mejor Montaje
- 2002: Mulholland Drive (nominada) Premio AFI – AFI a Película del Año (junto con los productores Alain Sarde, Neal Edelstein, Michael Polaire, Tony Krantz)

## Citas
- «Mientras más nos aproximamos al final, él [David Lynch] se sienta junto a mí durante el montaje cuando quiere trabajar en algo específico, pero se impacienta la mayor parte y usualmente me es más sencillo hacerlo sin que alguien mire sobre mi hombro».[1]

## Filmografía selecta

### Como editora
- Twin Peaks, serie de televisión (1 episodio de la temporada 2 en 1990)
- Twin Peaks: Fire Walk with Me (1992)
- Hotel Room, serie de televisión (1993)
- Lost Highway (1997)
- The Straight Story (1999)
- Mulholland Drive (2001)
- Baraboo (2009)

### Como asistente de montaje
- Blue Velvet (1986) (asistente de montaje)
- Wild at Heart (1990) (primer asistente de montaje)

### Como productora
- Nadja (1994)
- Lost Highway (1997)
- The Straight Story (1999)
- Mulholland Drive (2001)
- Inland Empire (2006)
- Baraboo (2009)

### Como guionista
- The Straight Story (1999)
- Baraboo (2009)

### Como directora
- Baraboo (2009)